# Cosmo TV
Cosmo TV war ein Fernsehmagazin für junge Menschen mit Migrationshintergrund und Deutsche im WDR Fernsehen, das sonntags von 16.00 bis 16.30 gesendet und mittwochs und samstags von 9.00 bis 9.30 wiederholt wurde. Es löste im September 2003 seine Vorgänger, das Magazin Babylon (Untertitel: „spricht viele Sprachen“) und die interkulturelle Talkshow vetro – Café mit Weitblick ab, die im Sommer 2003 eingestellt worden waren.
Cosmo TV berichtete über ausländerspezifische Probleme und die Themen Migration und Integration in der deutschen Mehrheitsgesellschaft in Form von Reportagen und Interviews.
Frühere Moderatorinnen waren Pinar Atalay, Aslı Sevindim und Gïti Hatef.
Am 26. April 2009 wurde die 200. Sendung ausgestrahlt.
Im Rahmen der Programmreform des WDR wurde beschlossen, die letzte Sendung von cosmo tv am 18. Oktober 2015 auszustrahlen.